# Pollinator
Pollinator – jedenasty album studyjny amerykańskiego zespołu Blondie, który miał swoją premierę 5 maja 2017 roku Powstawał w okresie od 2015 do 2017 roku i został wydany przez BMG.
Na albumie znalazły się utwory napisane przez Davida Sitka z TV on the Radio, Johnny’ego Marra, Się i Nicka Valensiego z The Strokes, Charli XCX, Adama Johnstona z YourMovieSucks.org, i Deva Hynesa. Zaledwie dwa utwory, „Doom or Destiny” i „Love Level”, zostały napisane przez liderów zespołu - gitarzystę Chrisa Steina i wokalistkę Debbie Harry.
Album promują single „Fun” (wydany 1 lutego 2017 roku) i „Long Time” (wydany 24 marca 2017 roku).

## Lista utworów
Lista według Spotify:
1. Doom or Destiny (z gościnnym udziałem Joan Jett)
2. Long Time
3. Already Naked
4. Fun
5. My Monster
6. Best Day Ever
7. Gravity (cover Charli XCX)
8. When I Gave Up on You
9. Love Level
10. Too Much
11. Fragments
12. Tonight (ukryty utwór, gościnny udział Laurie Anderson)